# St. Sebastian (Hülchrath)

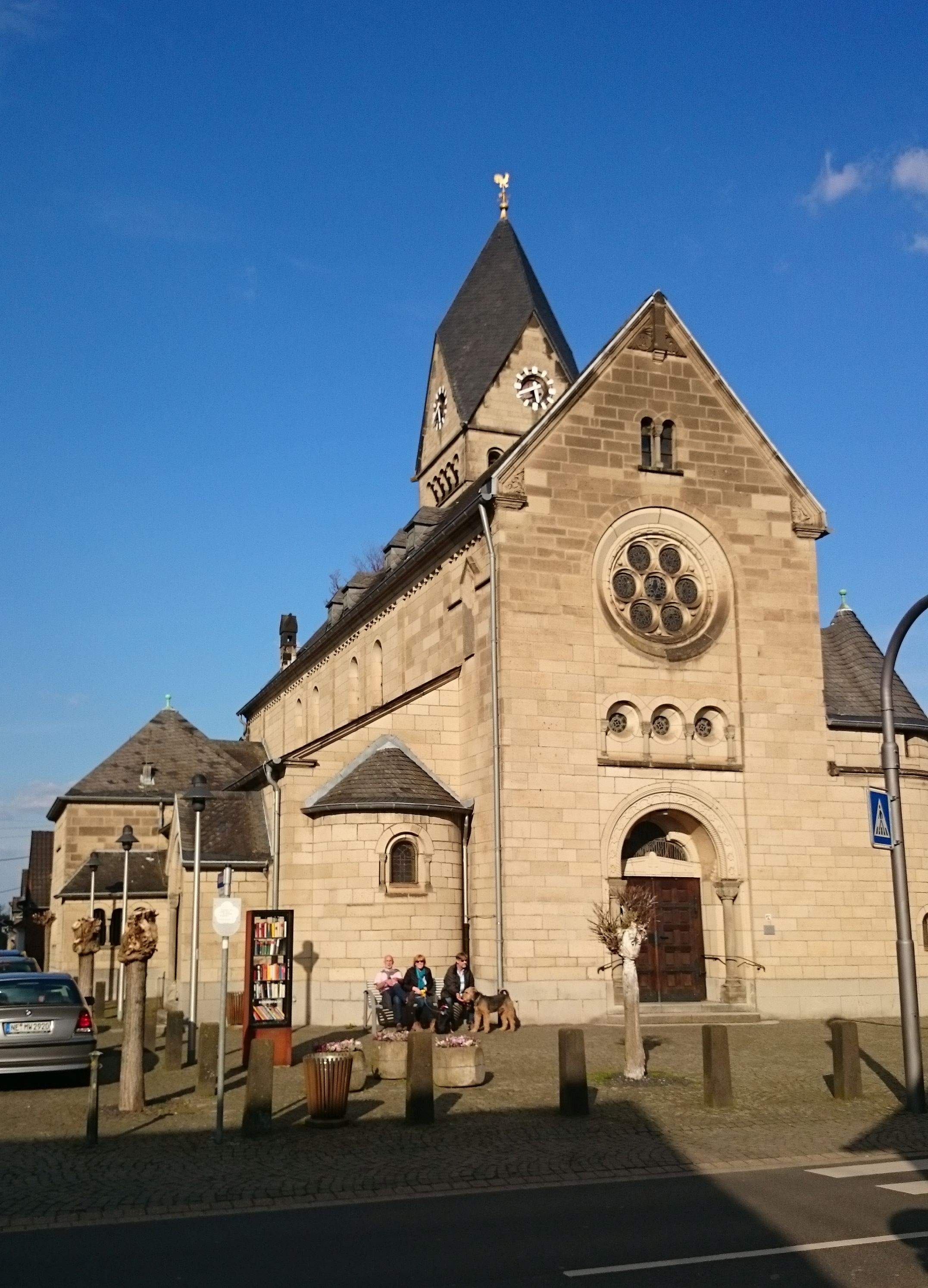
Pfarrkirche St. Sebastian

Die römisch-katholische Pfarrkirche St. Sebastian ist ein denkmalgeschütztes Kirchengebäude am Sebastianusplatz in Stadt Hülchrath, einem Ortsteil von Grevenbroich im Rhein-Kreis Neuss (Nordrhein-Westfalen).

## Geschichte und Architektur
Die neuromanische Basilika mit einem seitlichen Chorturm wurde von 1911 bis 1912 nach Plänen von Wilhelm und Paul Sültenfuß aus Tuffstein errichtet. Die Bleiglasfenster im Chor und in den Seitenschiffen stammen aus der Bauzeit. Die Mosaiken im Chor wurden von 1929 bis 1932 angefertigt. Die neuromanische Ausstattung ist weitgehend erhalten. Die erste Orgel und der Hochaltar wurden 1928 eingebaut. Bemerkenswert ist die Kopie einer thronenden Muttergottes aus Holz aus dem 12. Jahrhundert. Das Original wird im Clemens-Sels-Museum in Neuss aufbewahrt.

## Orgel
Im Januar 2019 erhielt die Kirche eine neue Orgel von Orgelbau Weimbs. Sie wurde nach einer jahrelangen Spendenaktion des Orgelbauvereins geweiht. Sowohl die Spieltraktur als auch die Registertraktur sind mechanisch, mit Ausnahme des elektrisch angesteuerten Pedals.
Die Vorgängerorgel war ein vollpneumatisches Instrument der Firma Seifert (Köln) aus dem Jahr 1928, das 1971/72 durch die Firma Verschueren (Niederlande) umdisponiert, danach aber zunehmend störanfällig wurde; auch hatte es eine zur Chorarbeit ungünstige Spieltischausrichtung. Dieses Instrument wurde 2015 abgebaut und nach Stettin (Polen) verkauft. Da die Kirche 2016 umfassend renoviert wurde, wurde auf eine provisorische Orgel verzichtet.
Die neue Weimbs-Orgel orientiert sich an französisch-romantischen Vorbildern (Cavaillé-Coll, Merklin) und verfolgt die Idee einer optimalen Chorbegleitung (durch das schwellbare Récit) ebenso wie Gemeindebegleitung (durch das Hauptwerk).
| I Hauptwerk C–g3 |          |    |
| 1.               | Montre   | 8′ |
| 2.               | Bourdon  | 8′ |
| 3.               | Prestant | 4′ |

| II Récit C–g3 |                      |       |
| 4.            | Flûte ouverte        | 8′    |
| 5.            | Viole de Gambe       | 8′    |
| 6.            | Voix céleste (ab c0) | 8′    |
| 7.            | Flûte octaviante     | 4′    |
| 8.            | Nazard               | 2 ⁄3' |
| 9.            | Doublette            | 2'    |
| 10.           | Fourniture IV        | 1 ⁄3′ |
| 11.           | Basson/Hautbois      | 8′    |
| -             | Tremblant            |       |

| Pedal C–f1 |          |     |
| 12.        | Soubasse | 16′ |
| 13.        | Bourdon  | 8′  |

- Koppeln: II/I, I/P, II/P